# L'ex-femme de ma vie
L'ex-femme de ma vie è un film del 2004 diretto da Josiane Balasko.